# Region Louga
Die Region Louga mit der Hauptstadt Louga ist eine Region im zentralen Nordwesten des Senegal. Sie ist nach der Region Tambacounda und der Region Matam flächenmäßig die drittgrößte Region des Landes.

## Geographische Lage
Zur Region Louga gehört ein 50 Kilometer breiter Küstenabschnitt der Grande-Côte, der durch einen breiten siedlungsfeindlichen Dünengürtel geprägt ist und keine Häfen aufweist. Von der Küste aus erstreckt sich die Region über 200 Kilometer nach Osten ins Landesinnere weit in die Ferlo. Mit durchschnittlichen jährlichen Niederschlagsmengen zwischen 200 und 500 mm liegt die Region in der Sahelzone und kann hauptsächlich für extensive Viehzucht landwirtschaftlich genutzt werden. Die Niederschläge konzentrieren sich auf die zwei bis drei Monate dauernde Regenzeit in den Sommermonaten, wobei die Zahl der jährlichen Regentage meist bei weniger als 30 liegt.
Das einzige Gewässer von Bedeutung in der Region ist der Fluss Ferlo, der den Guiers-See im Norden der Region speist und über einen Kanal bei Richard Toll mit dem Senegal-Fluss verbunden ist. Der Guiers-See ist immerhin für die Wasserversorgung der Metropolregion Dakar von großer Bedeutung.
Die Region Louga grenzt, von der Küste im Westen angefangen im Uhrzeigersinn an folgende anderen Regionen: Saint Louis, Matam, Kaffrine, Diourbel und Thiès.

## Geschichte
Die Region Louga wurde 1976 durch Teilung der Region Diourbel als achte Region des Landes geschaffen, wobei ihr Territorium das der verbleibenden Region Diourbel bei weitem übertrifft. 
Bis 2001 bedeckte die Region eine Fläche von 29.188 km². Im Jahr 2002 gab das östliche Département Linguère die beiden communautés rurales Vélingara (2585 km²) und Lougré  Thioli (1756 km²) an die neu gegründete Region Matam ab und die Region Louga verkleinerte sich mithin auf 24.847 km². Nach dem Stand der Volkszählung von 2023 wurden für die Region 1.127.119 Einwohner dokumentiert.

## Gliederung
Die Region Louga untergliedert sich in drei Départements:
- Kébémer
- Linguère
- Louga

Auf den nächsten Gliederungsebenen sind für 2013 elf Arrondissements, sieben Kommunen (Communes) und 48 Landgemeinden (Communautés rurales) zu nennen. Nach dem Stand von 2005 betrug die Zahl der letzteren zwei weniger, also 46 Landgemeinden, deren demographische Daten unter Répartition spatiale des entités administratives detailliert dargestellt sind.